# سایفون فیلتر ۳
سایفون فیلتر ۳ (به انگلیسی: Syphon Filter 3) یک بازی ویدئویی در سبک مخفی‌کاری و تیراندازی سوم شخص است که توسط استودیو بند توسعه یافته و به‌وسیلهٔ سونی کامپیوتر انترتینمنت در نوامبر ۲۰۰۱، و به‌طور انحصاری برای کنسول پلی‌استیشن منتشر شده است. این سومین قسمت از مجموعه بازی‌های سایفون فیلتر به‌شمار می‌رود و دنبالهٔ سایفون فیلتر ۲ در سال ۲۰۰۰ محسوب می‌شود.

## گیم پلی
سایفون فیلتر ۳ یک بازی تیراندازی سوم شخص است که از قابلیت بازی چندنفره با تقسیم صفحه برخوردار است.
یکی از نکات جذاب آن داشتن اسلحه‌های خاص مانند تپانچه برقی است.